# Live Europe '83
Live Europe '83 es el cuarto álbum en directo de la cantante estadounidense Joan Báez, publicado por la compañía discográfica Ariola Records en enero de 1983. El álbum recoge canciones interpretadas en directo durante la gira por Europa que la cantante realizó el año anterior. 

## Lista de canciones
| N.º | Título                               | Escritor(es)                    | Duración |  |
| 1.  | «Farewell Angelina»                  | Bob Dylan                       | 3:05     |  |
| 2.  | «Warriors of the Sun»                |                                 | 4:18     |  |
| 3.  | «A Hard Rain's A-Gonna Fall»         | Bob Dylan                       | 5:42     |  |
| 4.  | «Lady Di and I»                      |                                 | 4:40     |  |
| 5.  | «A Tous Les Enfants»                 | Boris Vian, Claude Vence        | 2:50     |  |
| 6.  | «Prendre Un Enfant»                  | Yves Duteil                     | 4:11     |  |
| 7.  | «(For the) Children of the Eighties» |                                 | 4:09     |  |
| 8.  | «The Love Inside»                    | Barry Gibb                      | 3:52     |  |
| 9.  | «Me and Bobby McGee»                 | Kris Kristofferson, Fred Foster | 3:32     |  |
| 10. | «No Woman, No Cry»                   | Bob Marley                      | 3:46     |  |
| 11. | «Imagine»                            | John Lennon                     | 3:16     |  |
| 12. | «Jaria Hamuda»                       | Ahmed Hamza                     | 1:40     |  |
| 13. | «Here's to You»                      | Joan Báez, Ennio Morricone      | 2:31     |  |
| 14. | «Land of a Thousand Dances»          | Antoine Domino, Chris Kenner    | 3:14     |  |